# Ilan Van Wilder
Ilan Van Wilder (Jette, 14 maggio 2000) è un ciclista su strada belga che corre per la Soudal Quick-Step; è professionista dal 2020.

## Palmarès
- 2018 (Juniores)

Mazenzele-Opwijk
Danilith-Nokere Koerse Juniores
2ª tappa Internationale Juniorendriedaagse (Axel, cronometro)
- 2019 (Lotto U23)

2ª tappa Grand Prix Priessnitz spa (Krnov > Dlouhé stráně)
- 2023 (Soudal Quick-Step, tre vittorie)

1ª tappa Giro di Germania (Sankt Wendel > Merzig)
Classifica generale Giro di Germania
Tre Valli Varesine

### Altri successi
- 2017 (Juniores)

Classifica giovani Internationale Juniorendriedaagse
- 2019 (Lotto U23)

Classifica giovani Triptyque des Monts et Châteaux
- 2023 (Soudal Quick-Step)

Classifica giovani Giro di Germania

## Piazzamenti

### Grandi Giri
- Giro d'Italia

2023: 12º
- Tour de France

France: 32º
- Vuelta a España

2020: ritirato (1ª tappa)
2022: 40º

### Classiche monumento
- Liegi-Bastogne-Liegi

2020: 51º
2022: ritirato
2023: 22º
2025: 89º
- Giro di Lombardia

2022: 13º
2023: 66º

### Competizioni mondiali
- Campionati del mondo

Bergen 2017 - Cronometro Junior: 15º
Bergen 2017 - In linea Junior: 100º
Innsbruck 2018 - Cronometro Junior: 7º
Innsbruck 2018 - In linea Junior: ritirato
Yorkshire 2019 - Cronometro Under-23: 37º
Yorkshire 2019 - In linea Under-23: 19º

### Competizioni continentali
- Campionati europei

Zlín 2018 - Cronometro Junior: 2º
Zlín 2018 - In linea Junior: 4º
Alkmaar 2019 - Cronometro Under-23: 9º
Plouay 2020 - Cronometro Under-23: 3º